# Пионер Алтая (теплоход)
«Пионер Алтая» — теплоход типа ОМ проекта 780, работающий на Телецком озере в Республике Алтай.
Получил известность благодаря операции по его перегону с завода на Телецкое озеро по Единой глубоководной системе, Северному морскому пути, Обской губе, рекам Обь и Бия, а также благодаря операции по его восстановлению в 2009—2014 годах. Является одной из достопримечательностей озера.

## История
Теплоход построен Московским судостроительным и судоремонтным заводом в 1964 году под обозначением ОМ-145.
До 1966 года работал в Московском речном пароходстве.

### Перегон на Телецкое озеро
В 1967—1968 годах судно было перегнано на Телецкое озеро. Перегон происходил в экстремальных для данного типа судов условиях. Из Москвы судно ушло по Каналу имени Москвы, Волго-Балтийскому водному пути и Беломоро-Балтийскому каналу в Белое море, откуда Северным морским путём в Обскую губу. Из Обской губы судно прибыло по реке Обь в Барнаул, где произвело зимовку в межнавигационный период 1967—1968 годов. Во время зимовки судно было максимально облегчено путём демонтажа легкосъёмного оборудования. Сразу после вскрытия реки Обь в 1968 году судно ушло в Бийск, где ожидало начало паводка. Как только уровень воды в Бие поднялся до необходимой отметки, судно своим ходом пошло вверх по реке. До села Турочак Бия тогда была судоходной,  выше находятся перекаты и пороги с высокими скоростями течения, непреодолимыми для судов данного класса. Поэтому на таких участках реки судну помогали двигаться трактора и военная техника, шедшие по кромке берега и тянувшие теплоход тросами.
Позже подобным способом на озеро был доставлен аналогичный теплоход «Яков Баляев» (в 2008 году был разрезан на металлолом).

### Эксплуатация в 1960—1990 годы
Судно было приписано к Бийскому речному порту. Перевозило пассажиров (в основном туристов) от села Артыбаш к устью реки Чулышман (пристань Балыкча) с остановками у водопада Корбу и села Яйлю.

### Прекращение работы
С началом экономического упадка в 1990-х годах количество рейсов у теплохода сократилось. Он часто простаивал. В 1997 году потребовался серьёзный ремонт, денег на который не нашлось. Теплоход встал на прикол и долго стоял заброшенным. В 2007 году прокуратура Республики Алтай вынесла постановление об утилизации теплоходов «Яков Баляев» (эксплуатация которого закончилась раньше) и «Пионер Алтая», как представляющих опасность для Телецкого озера. «Яков Баляев» был признан не подлежащим восстановлению и разрезан на металлолом. «Пионер Алтая» был вытащен из воды, установлен на кильблоках на охраняемой площадке и выставлен на продажу.

### Восстановление

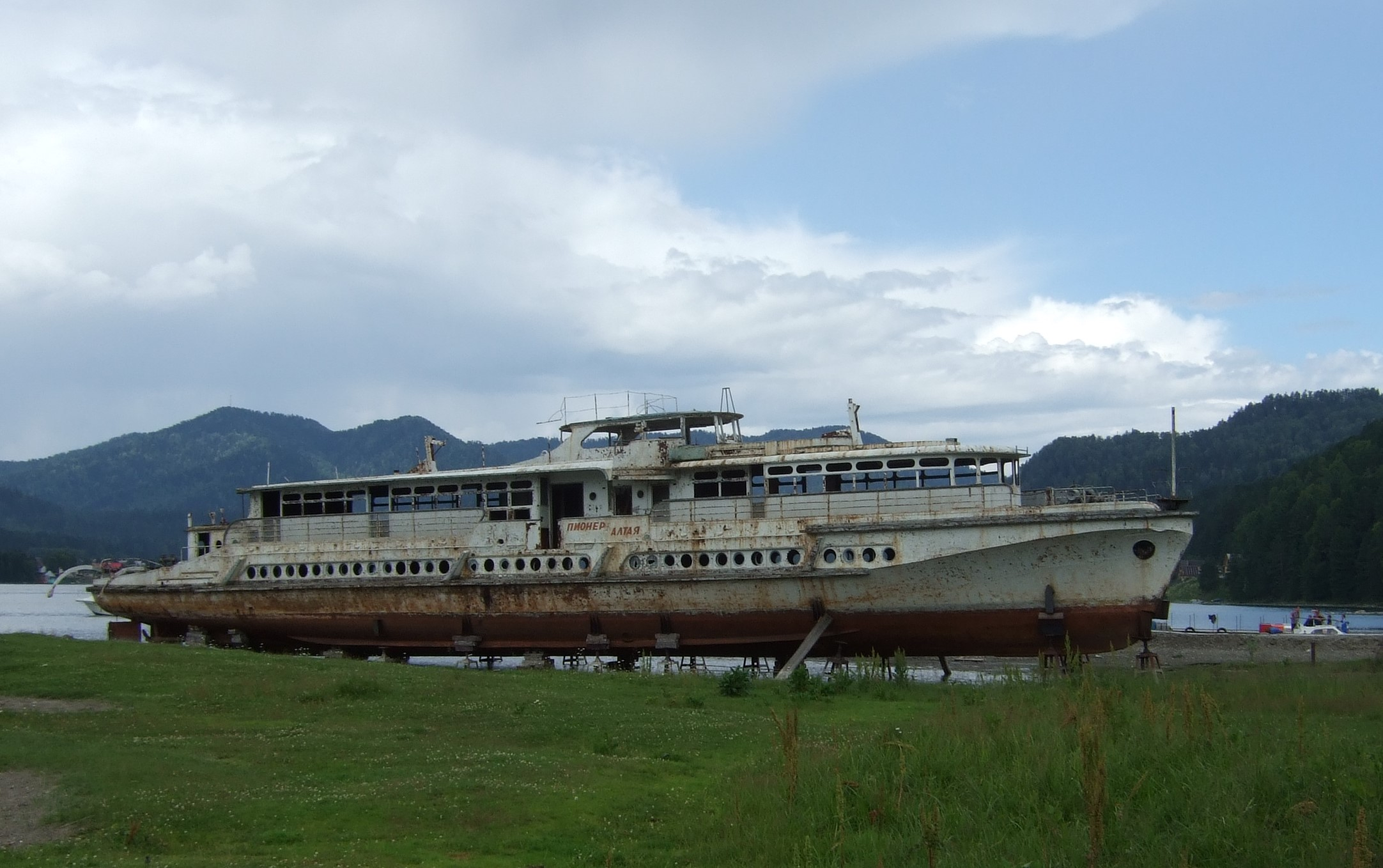
Теплоход в 2009 году на берегу озера

В 2009 году теплоход был куплен предпринимателем из села Иогач Иваном Южаковым. Новый владелец начал восстановление судна. Сначала судно было восстановлено только в стоечном варианте. В нём размещалось кафе, кинозал и музей. Но в 2012 году владелец принял решения поставить теплоход на ход. Причём владелец задался целью восстановить теплоход в максимально близком к оригиналу виде с учётом изменившихся требований к оборудованию и оснащению судов. Проект восстановления был разработан в Новосибирском инженерном центре судового проектирования, по словам его директора Николая Нефедкина — это был первый  случай восстановления такого судна. 30 октября 2013 года государственная комиссия приняла теплоход в эксплуатацию.
В 2014 году теплоход вновь принял на борт пассажиров.

## Оценки и отзывы
За реализацию столь масштабного для своего региона проекта по восстановлению легендарного теплохода его владелец получил множество положительных оценок и отзывов.
В частности директор Алтайского заповедника Сергей Калмыков отметил:

Ивану Южакову было десять лет, когда теплоход «Пионер Алтая» — легенда Алтын-Коля, встал на прикол. Детство прошло рядом с теплоходом-легендой. С него ныряли, на нём играли в прятки, но только ни разу Иван не прокатился на известном корабле. Прошло 20 лет, Иван Южаков купил ржавеющий остов-корпус теплохода «Пионер Алтая». Иван сделал то, во что многие не верили — он возродил Легенду. Он сам стал «Пионером Алтая» — Легендой Золотого Озера— http://www.kedrogor.ru/teploxod-pioner-altaya/otzyivyi-o-pionere-altaya.html
Министр культуры Республики Алтай Владимир Кончев заявил:

Иван! Мы рады, что Пионер Алтая — это ещё одно достояние Телецкого Озера. Спасибо!…— http://www.kedrogor.ru/teploxod-pioner-altaya/otzyivyi-o-pionere-altaya.html